# Horrorpunk
Horrorpunk (soms horror-rock) is een punkgenre dat gekenmerkt wordt door (meestal) snelle gitaarriffs en geschreeuwde zangpartijen. Het muziekgenre combineert gothic- en punkinvloeden met morbide en/of agressief beeldwerk en agressieve teksten, die meestal zijn beïnvloed door horrorfilms of sciencefiction-B-films. Het genre is vergelijkbaar (en valt soms samen) met deathrock, alhoewel deathrock een meer atmosferisch-gothic-rockgeluid heeft, terwijl horrorpunk vaak is beïnvloed door de doowop en rockabilly-stijl van rond 1950. Het horrorpunkgeluid klinkt meestal wat agressiever en melodieuzer dan deathrock.
The Misfits worden vaak gezien als de voorouders van horrorpunk. Na het uitbrengen van enkele singles en ep's begin 1977 volgde hun eerste volledige studioalbum, Walk Among Us uit 1982.
De teksten gaan meestal over horrorfilms en aan horror verwante thema's, zoals het leegroven van graven en mensen angst aanjagen. De muziek heeft meestal een apolitiek standpunt, dit in tegenstelling tot andere subgenres van de punkmuziek, hoewel soms nummers enigszins politiek getint kunnen zijn (zoals "Bullet" van The Misfits, over de moord op president John F. Kennedy). Ook artiesten als Jack Grisham en Michale Graves hebben hun politieke meningen wereldkundig gemaakt.
Toen horrorpunkbands als Samhain, The Undead en Mourning Noise verdwenen, werd er niet veel meer over het genre gepubliceerd. Met bands als Murderdolls en Frankenstein Drag Queens – beide met zanger Wednesday 13 – bloeide het genre weer even op.

## Bekende horrorpunkbands
- Blitzkid
- The Misfits
- Murderdolls
- Wednesday 13